# Прапор Лимана
Прапор Лимана — офіційний символ міста Лиман Донецької області.

## Прапор Лиманської громади
Прямокутне полотнище зі співвідношенням сторін 2:3, яке складається в рівній пропорції з трьох горизонтальних смуг (зверху до низу): зеленого, синього та жовтого кольорів, які символізують природні особливості території ОТГ: зелений — ліс; синій — водойми, жовтий — степ, лівій верхній частині полотна, розташований малий герб міста.
Автори: А. Мордвінов, О. Погорелов

## Прапор 1999 року

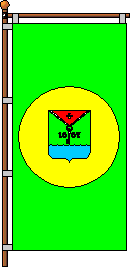
Прапор 1999 року

Затверджений 31 березня 1999 року рішенням VІ сесії міської ради XXIII скликання.
Автор: О. І. Киричок.

## Опис
Прямокутне вертикальне зелене полотнище. У жовтому колі, що знаходиться в центрі полотна, розташований малий герб міста.